# Hipergol
Els hipergols són compostos químics utilitzats en la propulsió de coets (un fa de comburent i l'altre fa de combustible) els quals, quan entren en contacte l'un amb l'altre s'inflamen immediatament, sense necessitat d'oxigen (el qual, de fet l'aporta un dels dos ergols, el comburent) i són combustibles de fàcil i segura autoignició. Són menys energètics que altres combustibles utilitzats en els coets com és la combinació hidrogen líquid/oxigen líquid, per exemple.
Exemple : peròxid de nitrogen i UDMH (dimetildrazina disimètrica).
Malgrat que els propel·lents hipergòlics tendeixen a ser difícils de manejar per la seva toxicitat extrema, carcinogenicitat i/o corrosivitat, generalment es poden emmagatzemar com a líquids a temperatura ambient.

## Història
L'enginyer de coets soviètic Valentín Gluixkó va experimentar amb combustibles hipergòlics ja des de l'any 1931. El professor alemany O. Lutz de l'institut Aeronàutic Alemany experimentà amb més de 1000 propel·lents d'autoignició per a ser usats en míssils.
A Alemanya des de la dècada de 1930 i durant la Segona Guerra Mundial es va classificar els propel·lents hipergòlics en monergols, hipergols, no hipergols i litergols. La terminació ergol combina el grec ergon o treball, amb el llatí oleum o oli, més tard influenciat pel sufix químic -ol del grup de l'alcohol. Els monergols eren monopropel·lents, mentre que els no hipergols eren bipropel·lents que requerien ignició externa, i els lithergols eren híbrids sòlid/liquid.